# كايسي هنت
كايسي هنت (بالإنجليزية: Kasie Hunt)‏ هي صحفية أمريكية، ولدت في 24 مايو 1985 في Wayne, Pennsylvania ‏ في الولايات المتحدة.